# Snowshoe (kattenras)

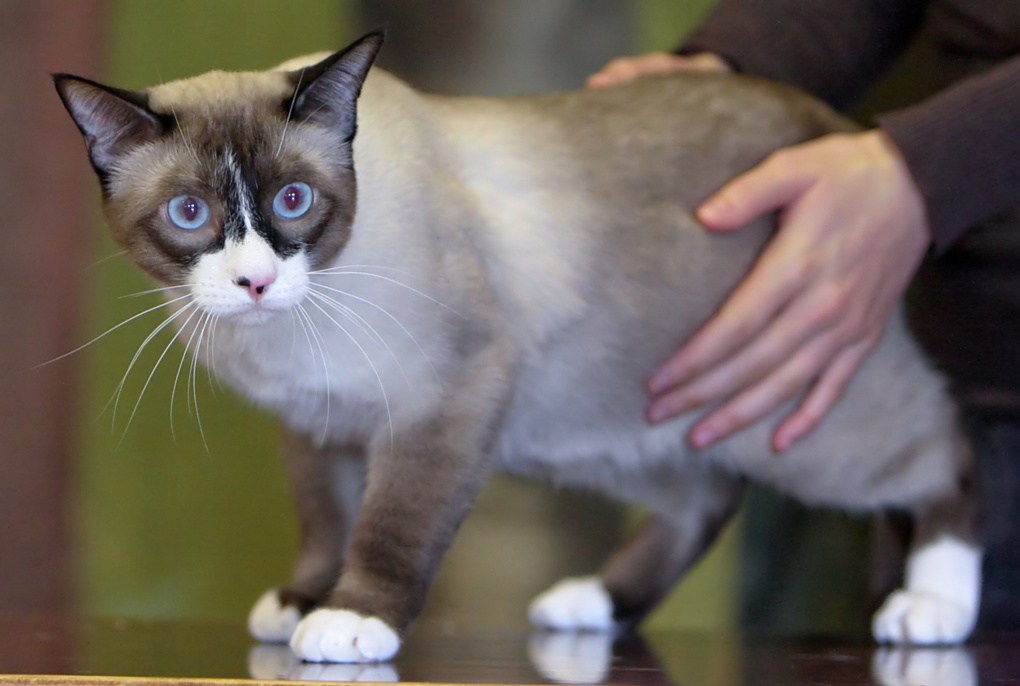
Volwassen kat op een kattententoonstelling in Finland

De Snowshoe is een kattenras met een tweekleurige colorpoint-aftekening. De naam Snowshoe (Engels voor sneeuwschoen) is ontstaan doordat dit ras onder andere gekenmerkt wordt door witte sokken.

## Herkomst
Het ras is ontstaan na een kruising tussen een Siamees en een tweekleurige Amerikaanse korthaar. Hierdoor is een kattenras ontstaan dat wel de uiterlijke kenmerken heeft van een Siamees maar die niet veel verhaart en met een vacht die weinig verzorging nodig heeft. Ook het karakter zit tussen beide rassen in. Zo is de kat tot op hoge leeftijd speels, levendig, nieuwsgierig en mensgericht maar niet zo luidruchtig als een Siamees.

## Beschrijving
De kat heeft een middelgroot postuur en is iets langer dan dat deze hoog is waardoor deze een wat rechthoekige vorm heeft. De Snowshoe heeft driehoekige oren en een wat zwakke stem. Snowshoe's zijn er in alle colorpoint-kleurstellingen; zwart (seal), blauw, chocolade, lila, kaneel, reebruin, karamel, rood, crème en abrikoos. Inclusief de combinaties met het schildpad-patroon. De ogen zijn altijd blauw.